# União das Freguesias de Vilela, Seramil e Paredes Secas
Die União das Freguesias de Vilela, Seramil e Paredes Secas ist eine portugiesische Gemeinde (Freguesia) im Kreis (Concelho) Amares, Distrikt Braga, im Nordwesten Portugals.

## Geschichte
Die Gemeinde entstand im Zuge der Gebietsreform vom 29. September 2013 durch die Zusammenlegung der ehemaligen Gemeinden Vilela, Seramil und Paredes Secas.
Vilela wurde Sitz der neuen Verwaltung.

## Demographie
| Freguesia | Freguesia                       | Freguesia | Freguesia       | ehemalige Freguesias | ehemalige Freguesias | ehemalige Freguesias | ehemalige Freguesias |
| --------- | ------------------------------- | --------- | --------------- | -------------------- | -------------------- | -------------------- | -------------------- |
| Wappen    | Freguesia                       | Einwohner | Fläche in (km²) | Wappen               | Freguesia            | Einwohner            | Fläche in (km²)      |
|           | Vilela, Seramil e Paredes Secas | 554       | 8,6             |                      | Vilela               | 297                  | 2,82                 |
|           | Vilela, Seramil e Paredes Secas | 554       | 8,6             | Seramil              | 182                  | 4,03                 |                      |
|           | Vilela, Seramil e Paredes Secas | 554       | 8,6             | Paredes Secas        | 166                  | 1,76                 |                      |